# آصلی دمیرگوک-کونت
آصلی دمیرگوک-کونت (انگلیسی: Asli Demirguc-Kunt؛ زادهٔ ۱ ژانویهٔ ۱۹۶۱) اقتصاددان اهل ترکیه است.